# Okręty podwodne projektu 667BDR
Okręty podwodne projektu 667BDR Kalmar (NATO: Delta III) – radzieckie okręty podwodne o napędzie atomowym, w ramach systemu rakietowego D-9R przenoszące szesnaście pocisków balistycznych klasy SLBM R-29R. Wybudowano czternaście jednostek tego projektu.

## Konstrukcja
Wymagania dla nowego projektu 667BDR zostały ustalone w 1972 roku, zaś sam projekt jednostek tego typu został opracowany w biurze konstrukcyjnym Rubi (Centralne Biuro Konstrukcyjne Wyposażenia Marynarki Wojennej). Okręty tego projektu wyposażone są w 16 pocisków balistycznych R-29R – pierwsze radzieckie morskie pociski wyposażone w głowice MIRV. W odróżnieniu od poprzednich projektów serii 667, okręty typu 667BDR mogą odpalić salwę pocisków w dowolnej konfiguracji i liczbie. Na okrętach tych zainstalowany został system zarządzania walką Almaz-BDR, kontrolujący system torpedowy oraz wykonywane przez okręt manewry bojowe. Okręty te wyposażone zostały pierwotnie w bezwładnościowy system nawigacyjny Tobol-BD, zamieniony następnie na system Tobol-M-1, a ostatecznie na Tobol-M-2. System akustyczny tych okrętów składa się sonaru nawigacyjnego Szmil, bojowym zaś system akustycznym jest system Rubikon, który zastąpił używany na okrętach projektu 667BD pakiet Kercz.

## Służba
Pierwszy okręt projektu 667BDR wszedł do służby w 1976 r., do roku zaś 1982 w stocznia w Siewierodwińsku wybudowała łącznie 14 jednostek tego typu. Uzbrojone jednostki projektu odbywały służbę w bazach Jagielnaja oraz Olenia w ramach Floty Północnej, od 1990 roku natomiast – w ramach rosyjskiej Floty Pacyfiku – w bazie Rybaczij na Kamczatce